# Eumaragma
Eumaragma és un gènere d'arnes de la família Crambidae. Conté només una espècie, Eumaragma orthiopis, que es troba a Fiji.